# Дорн, Генрих Вольфган
Генрих Вольфган Людвиг Дорн (нем. Heinrich Wolfgang Ludwig Dohrn; 16 апреля 1838, Брауншвейг, Германский союз — 1 октября 1913, Флоренция) — немецкий зоолог, энтомолог, малаколог и политик. Сын энтомолога Карла Августа Дорна (1806—1892) и брат зоолога Антона Дорна (1840—1909). Внук Генриха Дорна — соучредителя сахарного завода в Померании. Основатель морской исследовательской станции в Мессине, а затем — Stazione Zoologica. Учился в Штеттине, окончил обучения в 1858 году с дипломом. С 1856 по 1861 года, обучался в университетах Бонна, Цюриха и Берлина. В 1865 году, стал членом научной экспедиции в Сан-Томе и Принсипи. Основатель открытого в 1913 году, музея естествознания в Штеттине; позже музей искусства. С 1856 года  — членом боннского братства Франкония и Национал-либеральной партии Германии. С 1864 по 1866 года, путешествовал по Западной Африке.
В 1870 году, стал одним из соучредителем судоходной компании «Балтийский Ллойд», которая была вынуждена прекратить свою деятельность в августе 1874 года. В 1872 году, основал Ассоциацию поощрения зарубежных торговых отношений. С 1879 по 1913 года, состоял в наблюдательном совете Померанского губернского сахарного завода.
С 1869 года и до своей смерти, работал членом членом городского совета города Штеттин. С 1904 года, получил статус почётного гражданина Штеттина. Был членом прусской палаты представителей от Рандоу-Грайфенхагена и депутатом рейхстага от округов Узедом — Воллин — Иккермюнде и Шверин — Виттенберге.
Умер в 1913 году, во Флоренции во время поездки к своему племяннику Рейнхарду Дорну, работавшему в Неаполе.